# Kathleen Kennedy
Pour les articles homonymes, voir Kennedy.
Kathleen Kennedy, née le 5 juin 1953 à Berkeley, Californie, est une productrice de cinéma américaine. Elle est l'épouse de Frank Marshall, avec qui elle a fondé The Kennedy/Marshall Company en 1992. Elle est productrice associée d'un grand nombre de films de Steven Spielberg. Le 30 octobre 2012, elle est nommée présidente de Lucasfilm, à la suite du rachat de la société détentrice des droits de Star Wars par The Walt Disney Company.
Elle a participé au développement de plus de soixante films qui ont été nommés huit fois aux Oscars et ont engrangé plus de 11 milliards de dollars à travers le monde, dont trois des plus gros succès du box-office mondial.

## Biographie

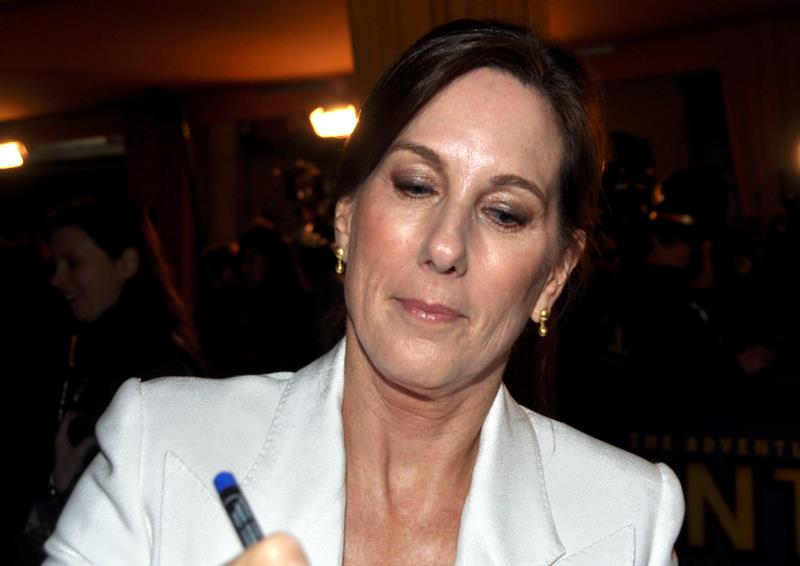
Kathleen Kennedy à l'avant-première parisienne du film Les Aventures de Tintin : Le Secret de La Licorne, en 2011.

Kathleen Kennedy est née le 5 juin 1953 à Berkeley, en Californie. Elle est la fille de Dione Marie « Dede » (née Dousseau), actrice de théâtre, et de Donald R. Kennedy, juge et avocat. Elle a deux sœurs, dont une jumelle qui est productrice exécutive de la société Profile Studios.
Après des études de télécommunication et cinéma à l'université d'État  de San Diego, elle est employée par la chaîne de télévision locale de San Diego dans différents métiers tels que cadreur, monteuse vidéo, régisseur et productrice. Elle produit ensuite un talk show local avant de déménager à Los Angeles. C'est là que, en 1979, elle trouve son premier emploi dans la production cinématographique, comme assistante de John Milius, producteur exécutif du film de Steven Spielberg 1941 (1979).
Ayant retenu l'attention de Steven Spielberg, Kathleen Kennedy travaille dès lors comme son assistante, notamment sur les films Les Aventuriers de l'arche perdue (1981) et Poltergeist (1982) de Tobe Hooper. Elle continue ensuite comme productrice sur la plupart des films de Spielberg pendant les trois décennies suivantes. En 1982, elle cofonde et dirige la société Amblin Entertainment avec Steven Spielberg et son futur mari Frank Marshall. Avec Amblin, elle produit la trilogie Retour vers le futur et collabore notamment avec Martin Scorsese, Robert Zemeckis, Barry Levinson et Clint Eastwood.
En 1992, elle crée avec son mari The Kennedy/Marshall Company tout en continuant son partenariat avec Spielberg. En mai 2012, elle démissionne de sa société afin de devenir coprésidente de Lucasfilm avec George Lucas, puis présidente à la vente de la société à Disney.
En 2019, elle est nommée commandeur honoraire de l'ordre de l'Empire britannique (CBE) en raison de ses activités dans la production de films au Royaume-Uni.

## Vie personnelle
Kathleen Kennedy est mariée avec le producteur Frank Marshall depuis 1980 ; ils ont deux enfants.
Elle a deux sœurs, dont une sœur jumelle prénommée Connie.

## Filmographie

### Cinéma
- 1982 : E.T. l'extra-terrestre (E.T. the Extra-Terrestrial) de Steven Spielberg
- 1982 : Poltergeist de Tobe Hooper
- 1983 : La Quatrième dimension - le film (Twilight Zone: The Movie) de Steven Spielberg et John Landis
- 1984 : Gremlins de Joe Dante
- 1984 : Indiana Jones et le Temple maudit (Indiana Jones and the Temple of Doom) de Steven Spielberg
- 1985 : Le Secret de la pyramide (Young Sherlock Holmes) de Barry Levinson
- 1985 : Retour vers le futur (Back to the Future) de Robert Zemeckis
- 1985 : Une bringue d'enfer (Fandango) de Kevin Reynolds
- 1985 : La Couleur pourpre (The Color Purple) de Steven Spielberg
- 1985 : Les Goonies (The Goonies) de Richard Donner
- 1986 : Une baraque à tout casser (The Money Pit) de Richard Benjamin
- 1986 : Fievel et le Nouveau Monde (An American Tail) de Don Bluth
- 1987 : L'Aventure intérieure (Innerspace ) de Joe Dante
- 1987 : Empire du soleil (Empire of the Sun) de Steven Spielberg
- 1987 : Miracle sur la 8e rue (Batteries Not Included) de Matthew Robbins
- 1988 : Qui veut la peau de Roger Rabbit (Who Framed Roger Rabbit) de Robert Zemeckis
- 1988 : Le Petit Dinosaure et la Vallée des merveilles (The Land Before Time) de Don Bluth
- 1989 : Mon père (Dad) de Gary David Goldberg
- 1989 : Retour vers le futur 2 (Back to the Future Part II) de Robert Zemeckis
- 1989 : Always - Pour toujours (Always) de Steven Spielberg
- 1990 : Joe contre le volcan (Joe Versus the Volcano) de John Patrick Shanley
- 1990 : Retour vers le futur 3 (Back to the Future Part III) de Robert Zemeckis
- 1990 : Gremlins 2 : La Nouvelle Génération (Gremlins 2: The New Batch) de Joe Dante
- 1990 : Arachnophobie (Arachnophobia) de Frank Marshall
- 1991 : Les Nerfs à vif (Cape Fear) de Martin Scorsese
- 1991 : Fievel au Far West (An American Tail: Fievel Goes West) de Phil Nibbelink et Simon Wells
- 1991 : Hook ou la Revanche du capitaine Crochet (Hook) de Steven Spielberg
- 1992 : Les Vacances des Tiny Toons (Tiny Toon Adventures: How I Spent My Vacation) de Rich Arons
- 1992 : Bruits de coulisses (Noises Off) de Peter Bogdanovich
- 1993 : Les Survivants (Alive) de Frank Marshall
- 1993 : Kalahari (A Far Off Place) de Mikael Salomon
- 1993 : Jurassic Park de Steven Spielberg
- 1993 : Une femme dangereuse (A Dangerous Woman) de Stephen Gyllenhaal
- 1993 : Les Quatre Dinosaures et le Cirque magique (We're Back!: A Dinosaur's Story) de Phil Nibbelink, Dick Zondag, Ralph Zondag, Simon Wells
- 1993 : La Liste de Schindler (Schindler's List) de Steven Spielberg
- 1994 : La Famille Pierrafeu (The Flinstones) de Brian Levant
- 1994 : La Surprise (Milk Money) de Richard Benjamin
- 1994 : Sur la route de Madison (The Bridges of Madison County) de Clint Eastwood
- 1994 : Congo de Frank Marshall
- 1995 : L'Indien du placard (The Indian in the Cupboard) de Frank Oz
- 1995 : Balto : Chien-loup, héros des neiges (Balto) de Simon Wells
- 1996 : Twister de Jan de Bont
- 1997 : Le Monde perdu : Jurassic Park (The Lost World: Jurassic Park) de Steven Spielberg
- 1999 : Sixième Sens (The Sixth Sense) de M. Night Shyamalan
- 1999 : La neige tombait sur les cèdres (Snow falling on cedars) de Scott Hicks
- 1999 : Une carte du monde (A Map of the World) de Scott Elliott
- 2001 : The Sports Pages de Richard Benjamin
- 2001 : A.I. Intelligence artificielle (Artificial Intelligence: A.I.) de Steven Spielberg
- 2001 : Jurassic Park 3 (Jurassic Park III) de Joe Johnston
- 2002 : Signes (Signs) de M. Night Shyamalan
- 2003 : Pur Sang, la légende de Seabiscuit (Seabiscuit ) de Gary Ross
- 2003 : La Légende de l'étalon noir (The Young Black Stallion) de Simon Wincer et Jeanne Rosenberg
- 2005 : La Guerre des Mondes (War of the Worlds) de Steven Spielberg
- 2005 : Munich de Steven Spielberg
- 2007 : Le Scaphandre et le Papillon de Julian Schnabel
- 2007 : Persepolis de Marjane Satrapi et Vincent Paronnaud
- 2007 : Movies Rock de Don Mischer
- 2008 : Indiana Jones et le Royaume du crâne de cristal (Indiana Jones and the Kingdom of the Crystal Skull) de Steven Spielberg
- 2008 : Ponyo sur la falaise (Gake no ue no Ponyo) de Hayao Miyazaki (pour la version anglaise)
- 2009 : L'Étrange Histoire de Benjamin Button (The Curious Case of Benjamin Button) de David Fincher
- 2010 : The Special Relationship de Richard Loncraine
- 2010 : Le Dernier Maître de l'air (The Last Airbender) de M. Night Shyamalan
- 2010 : Arrietty, le petit monde des chapardeurs (Karigurashi no Arietti) de Hiromasa Yonebayashi (pour la version anglaise)
- 2010 : Au-delà (Hereafter) de Clint Eastwood
- 2011 : La Colline aux coquelicots (Kokuriko zaka kara) de Gorō Miyazaki (pour la version anglaise)
- 2011 : Les Aventures de Tintin : Le Secret de La Licorne (The Adventures of Tintin : The Secret of the Unicorn) de Steven Spielberg
- 2011 : Cheval de guerre (War Horse) de Steven Spielberg
- 2012 : Lincoln de Steven Spielberg
- 2014 : Ghost Light de P.J. Germain
- 2015 : Star Wars, épisode VII : Le Réveil de la Force (Star Wars Episode VII: The Force Awakens) de J. J. Abrams
- 2016 : Sully de Clint Eastwood
- 2016 : Le Bon Gros Géant (The BFG) de Steven Spielberg
- 2016 : Rogue One: A Star Wars Story de Gareth Edwards
- 2017 : Star Wars, épisode VIII : Les Derniers Jedi de Rian Johnson
- 2018 : Solo: A Star Wars Story de Ron Howard
- 2019 : Star Wars, épisode IX : L'Ascension de Skywalker (Star Wars: Episode IX – The Rise of Skywalker) de J. J. Abrams
- 2023 : Indiana Jones et le Cadran de la destinée (Indiana Jones and the dial of destiny) de James Mangold
- 2026 : The Mandalorian and Grogu de Jon Favreau

### Courts métrages
- 1988 : Bobo Bidon (Tummy Trouble) de Rob Minkoff
- 1990 : Lapin Looping (Roller Coaster Rabbit) de Frank Marshall et Rob Minkoff
- 1993 : Panique au pique-nique (Trail Mix-Up) de Barry Cook

### Séries télévisées
- 1986 : Histoires fantastiques  (Amazing Stories)
- 1991 : Retour vers le futur (Back to the Future: The Animated Series)
- 1992 : Les Aventures de Fievel au Far West (Fievel's American Tails)
- 1992 : Les Tiny Toons (Tiny Toon Adventures)
- 2014 : Star Wars Rebels
- 2019 : The Mandalorian
- 2021 : Le Livre de Boba Fett
- 2022 : Obi-Wan Kenobi (série télévisée)
- 2022 : Andor (série télévisée)
- 2023 : Ahsoka (série télévisée)
- 2024 : The Acolyte
- 2024 : Skeleton Crew